# Anders Härnbro

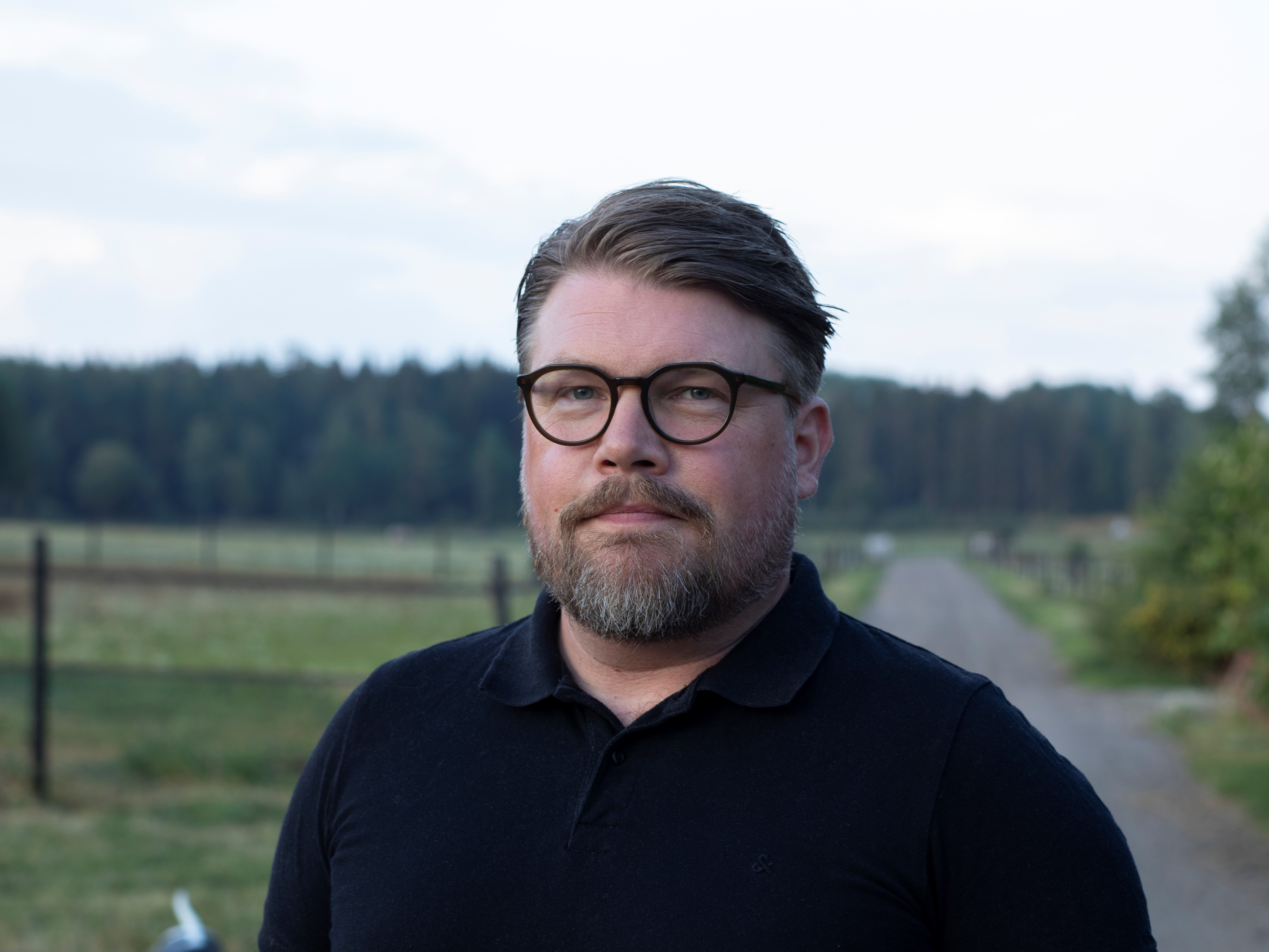
Anders Härnbro.

Anders Sigvard Härnbro, född 28 augusti 1972 i Norrbyås församling i Örebro län, är en svensk socialdemokratisk politiker på kommun- och regionnivå.
Under 2021 valdes Härnbro till kommunalråd och vice ordförande i kommunstyrelsen i Strängnäs kommun. Härnbro var åren 2017 och 2018 regionråd och 3.e vice ordförande i regionstyrelsen i Region Östergötland . Mellan 2009 och 2011 var han oppositionsråd, och 2011 till mitten av 2017 kommunalråd och ordförande för kommunstyrelsen i Finspångs kommun. Han växte upp i Bodafors på småländska höglandet.